# Jason Ward
Jason Robert Ward (* 16. Januar 1979 in Chapleau, Ontario) ist ein ehemaliger kanadischer Eishockeyspieler und -trainer, der im Verlauf seiner aktiven Karriere zwischen 1995 und 2011 unter anderem 348 Spiele für die Canadiens de Montréal, New York Rangers, Los Angeles Kings und Tampa Bay Lightning in der National Hockey League (NHL) auf der Position des rechten Flügelstürmers bestritten hat. Darüber hinaus absolvierte Ward weitere 417 Partien für fünf verschiedene Teams in der American Hockey League (AHL), in der er im Jahr 2003 den Les Cunningham Award als wertvollster Spieler erhielt und ins AHL First All-Star Team berufen wurde.

## Karriere
Ward begann seine Karriere in der Ontario Hockey League (OHL), wo er zwischen 1995 und 1999 für die Niagara Falls Thunder, Erie Otters, Windsor Spitfires und Plymouth Whalers spielte. Bereits im NHL Entry Draft 1997 war der Flügelspieler in der ersten Runde an elfter Gesamtstelle von den Canadiens de Montréal aus der National Hockey League (NHL) ausgewählt worden. Bereits während seiner Juniorenzeit debütierte er in der Saison 1997/98 als Profi in der American Hockey League (AHL) bei Montréals Farmteam, den Fredericton Canadiens.
Zur Spielzeit 1999/2000 wechselte Ward vollends in den Profibereich und pendelte in den folgenden fünf Spieljahren stets zwischen dem NHL-Kader der Habs und denen des AHL-Kooperationspartners. Auch die Saison 2002/03, in der er am Saisonende mit dem Les Cunningham Award als wertvollster Spieler der AHL ausgezeichnet und ins AHL First All-Star Team berufen worden war, änderten daran nichts. Nachdem er schließlich die gesamte Spielzeit 2004/05 aufgrund des Lockout-bedingten Komplettausfalls der NHL-Saison 2004/05 bei den Hamilton Bulldogs in der AHL verbracht hatte, schloss sich der Kanadier im Sommer 2004 als Free Agent den New York Rangers an. Dort schaffte er schließlich den Sprung zum NHL-Stammspieler, ehe er Anfang Februar 2007 gemeinsam mit Jan Marek, Marc-André Cliche und einem Drittrunden-Wahlrecht im NHL Entry Draft 2008 im Tausch für Sean Avery und Nachwuchsspieler John Seymour zu den Los Angeles Kings transferiert wurde. Ward bestritt bis zum Monatsende jedoch nur sieben Spiele für die LA Kings, bevor er erneut Teil eines Transfergeschäft wurde und im Tausch für ein Fünftrunden-Wahlrecht im NHL Entry Draft 2007 an die Tampa Bay Lightning abgegeben wurde.
In der Organisation der Tampa Bay Lightning erfüllte der Stürmer seinen Vertrag bis zum Ende der Saison 2008/09, wobei er jedoch den Großteil der Spielzeit bei Tampas Farmteam, den Norfolk Admirals, in der AHL verbrachte und dort wegen einer Verletzung in der zweiten Saisonhälfte weitgehend ausfiel. Im Sommer 2009 wechselte Ward – abermals als Free Agent – zu den Philadelphia Flyers. Er konnte sich dort jedoch auch nicht für einen Kaderplatz in der NHL empfehlen und verbrachte das Spieljahr bei deren AHL-Kooperationspartner Adirondack Phantoms. Im Frühjahr 2010 beendete er schließlich mangels Vertragsangeboten zunächst seine aktive Karriere und betätigte sich zwischenzeitlich als Assistenztrainer der Brampton Battalion in der OHL, ehe der österreichische Erstligist Black Wings Linz ihn als Ersatz für den enttäuschenden Eric Healey aus dem vorgezogenen Ruhestand zurückholte. Nach 35 Spielen bei den Black Wings bis zum Saisonende der Spielzeit 2010/11 kehrte Ward wieder zurück zu den Brampton Battalion in die Ontario Hockey League, wo er bis zum Sommer 2013 abermals als Assistenztrainer tätig war.

### International
Ward vertrat sein Heimatland bei der Junioren-Weltmeisterschaft 1998 und der U20-Junioren-Weltmeisterschaft 1999. Im Verlauf der beiden Turniere absolvierte er insgesamt 14 Partien und erzielte drei Punkte. Bei der U20-Junioren-Weltmeisterschaft 1999 unterlag der Flügelstürmer im Finalspiel mit Kanada gegen Russland und gewann die Silbermedaille.

## Erfolge und Auszeichnungen
- 2003 Teilnahme am AHL All-Star Classic
- 2003 Les Cunningham Award
- 2003 AHL First All-Star Team

### International
- 1999 Silbermedaille bei der U20-Junioren-Weltmeisterschaft

## Karrierestatistik

### International
Vertrat Kanada bei:
- U20-Junioren-Weltmeisterschaft 1998
- U20-Junioren-Weltmeisterschaft 1999

(Legende zur Spielerstatistik: Sp oder GP = absolvierte Spiele; T oder G = erzielte Tore; V oder A = erzielte Assists; Pkt oder Pts = erzielte Scorerpunkte; SM oder PIM = erhaltene Strafminuten; +/− = Plus/Minus-Bilanz; PP = erzielte Überzahltore; SH = erzielte Unterzahltore; GW = erzielte Siegtore; 1 Play-downs/Relegation; Kursiv: Statistik nicht vollständig)